# 孔夫朗-圣奥诺里娜
孔夫朗-圣奥诺里娜（法語：Conflans-Sainte-Honorine，法語發音：[kɔ̃flɑ̃ sɛ̃t ɔnɔʁin] ⓘ），法国中北部城市，法兰西岛大区伊夫林省的一个市镇，隶属于圣日耳曼昂莱区，其市镇面积为14.6平方公里，2022年1月1日时人口数量为36,306人，在法国市镇中排名第215位。
孔夫朗-圣奥诺里娜位于伊夫林省东北部，瓦兹河与塞纳河的交汇处内侧，北侧与瓦兹河谷省接壤，是一个区域性的中心城市，通过两条区域铁路连接巴黎市区。孔夫朗-圣奥诺里娜因地处两河交汇处而成为该区域历史上重要的渡口，并因造船业而兴盛，当地建有船舶博物馆，另有一处水上天主教堂。

## 地名

### 中文翻译
尽管中文名称中含有连字号，但事实上孔夫朗-圣奥诺里娜并非由“Conflans”和“Sainte-Honorine”两地合并而成。
此外，因翻译标准不同，Conflans-Sainte-Honorine在部分中文资料中被译为“孔夫朗-圣奥诺里讷”或“孔夫朗-圣奥诺里纳”。

## 历史

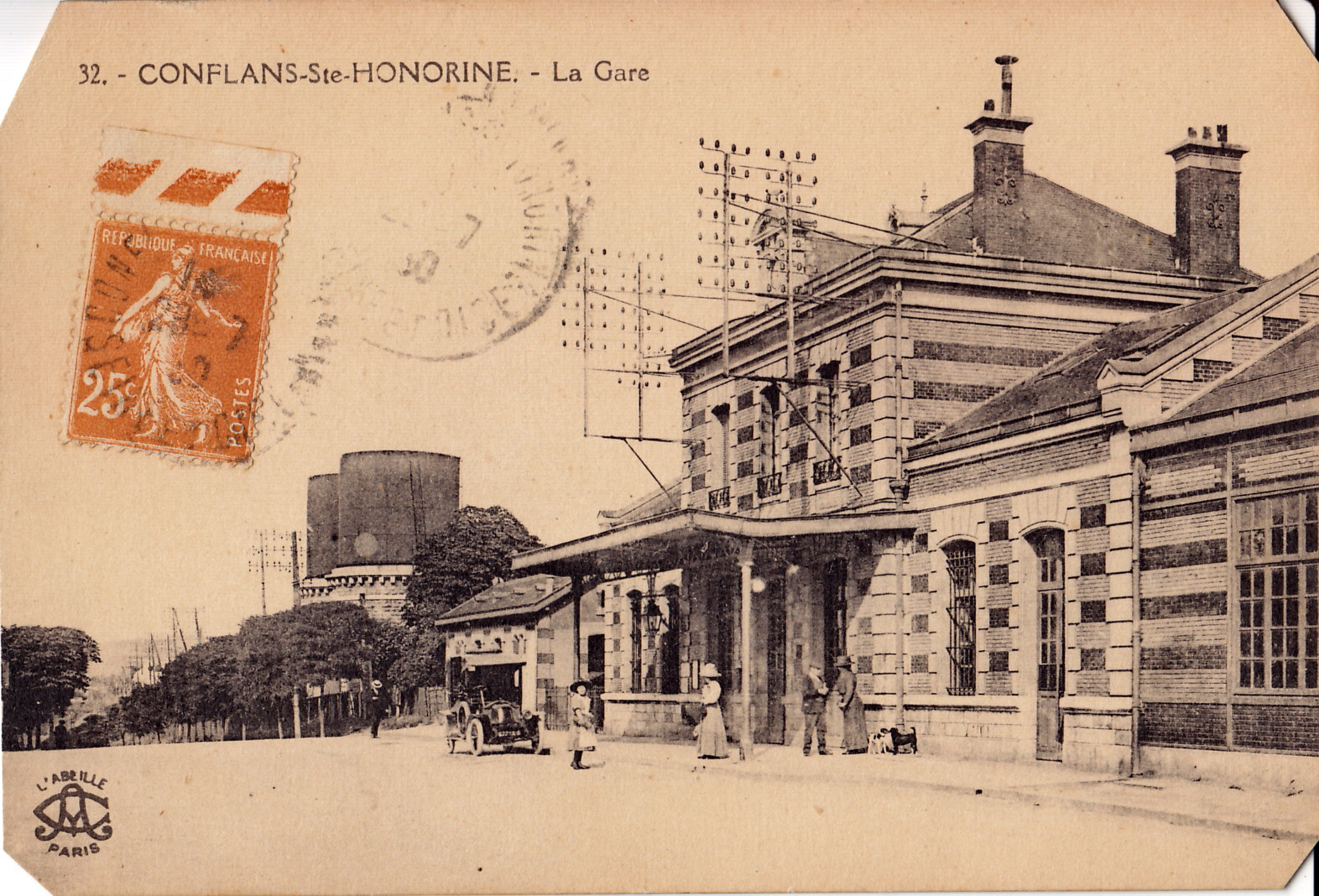
20世纪初的孔夫朗-圣奥诺里娜火车站

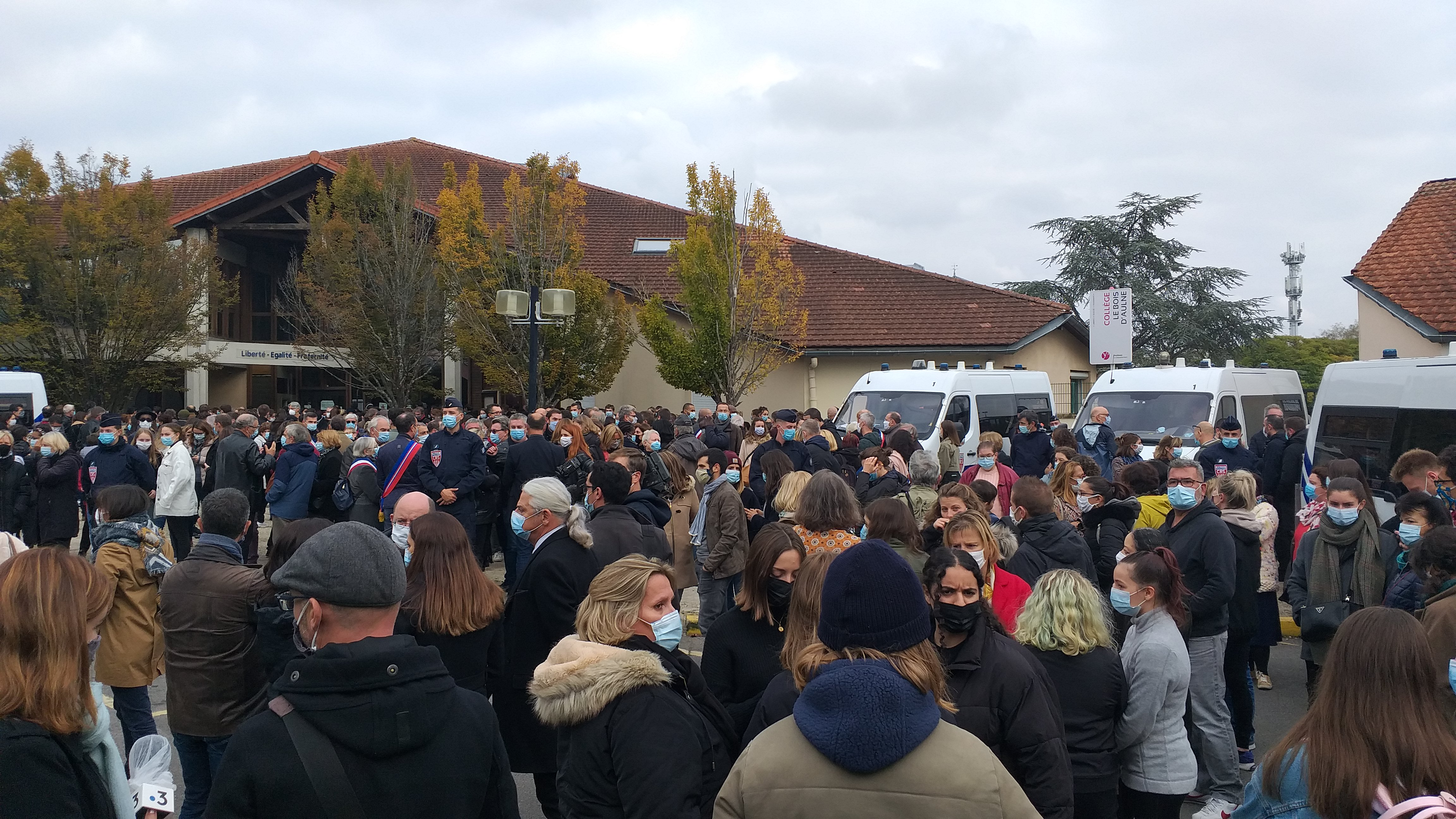
萨米埃尔·帕蒂谋杀案悼念集会

在19世纪末的城市建设中，孔夫朗-圣奥诺里娜境内发现了多处新石器时期的人类活动遗迹。而当地最初有记录的历史则始于公元876年，彼时，来自诺曼底地区的道士将原葬于塞纳河口附近的圣奥诺丽娜的圣躅迁至瓦兹河口附近，以使其免于沦入诺曼人之手。1080年，孔夫朗境内出现了首个修道院，圣奥诺丽娜的圣躅被安葬于此，该修道院还在附近的塞纳河上开辟了一处渡口，通过收取乘船费筹集用于维护修道院的资金。11世纪末，博蒙家族（famille de Beaumont）成为孔夫朗-圣奥诺里娜的领主，1271年，该家族的最后一名男性继承人蒂博二世（Thibaud II de Beaumont）身亡，马蒂厄四世作为政教分离的领主继承了孔夫朗-圣奥诺里娜，使其成为蒙莫朗西家族的一处领地。1632年，孔夫朗-圣奥诺里娜被蒙莫朗西家族卖给了法兰西王室。宗教战争后，孔夫朗-圣奥诺里娜的修道院因常年缺乏维护而逐渐被废弃，最终于1750年被拆除，其原址修建了新的教堂，圣奥诺丽娜的圣躅得以重新安置。法国大革命期间，孔夫朗-圣奥诺里娜被更名为“Confluent-de-Seine-et-Oise”，后成为塞纳-瓦兹省的一个市镇。工业革命期间，沿塞纳河修建的巴黎－芒特铁路和沿瓦兹河修建的阿谢尔－蓬图瓦兹铁路在孔夫朗-圣奥诺里娜交汇，车站附近逐渐形成居民区。第二次世界大战期间，孔夫朗-圣奥诺里娜作为交通战略目标而遭到严重的破坏，当地民众自发成立区域性抵抗运动组织。二战后，随着通勤列车的开行，孔夫朗-圣奥诺里娜逐渐发展成为巴黎西北部的一个卫星城。2020年10月16日，孔夫朗-圣奥诺里娜境内发生·帕蒂谋杀案，此后法国举办了全国性的哀悼，并关闭了法国境内多处可能与恐怖组织存在联络的清真寺及伊斯兰社团。

## 地理

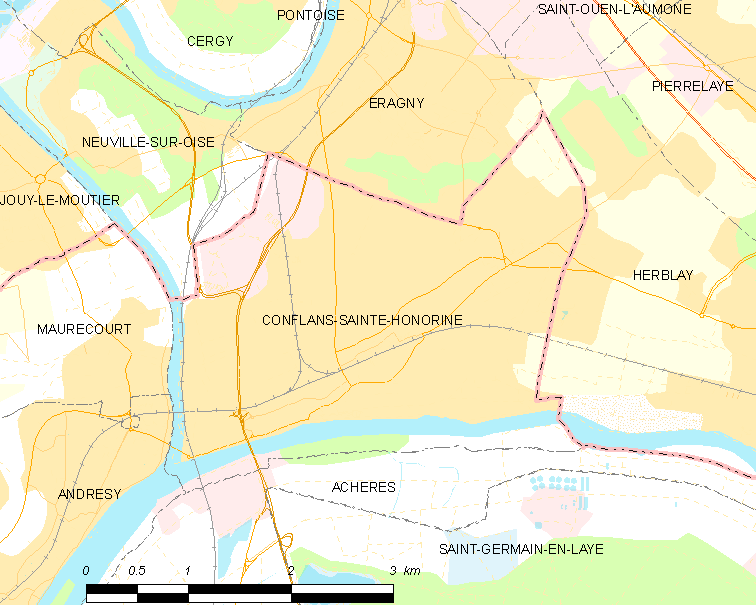
孔夫朗-圣奥诺里娜市镇范围地图

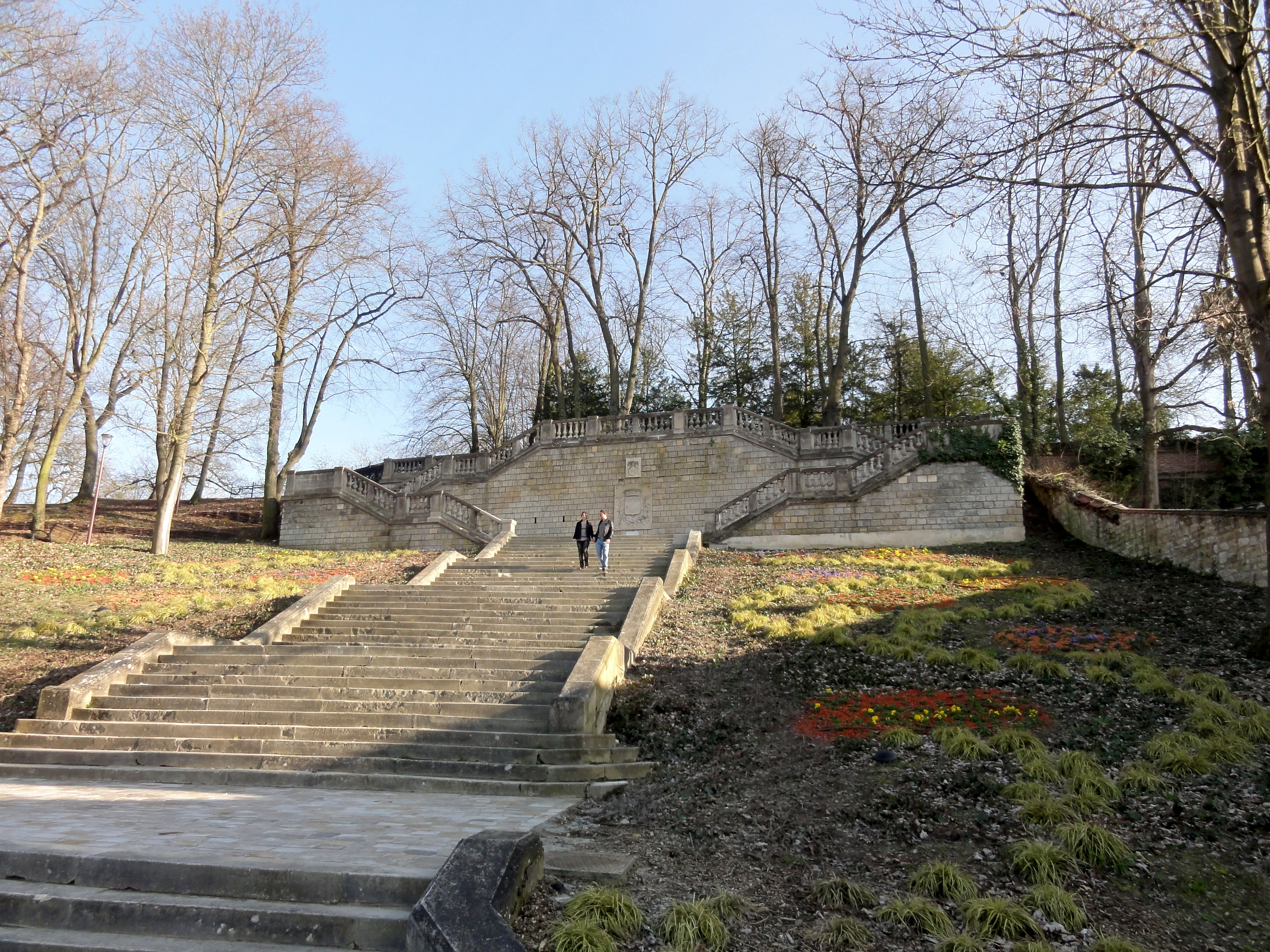
冬季的修道院公园

孔夫朗-圣奥诺里娜位于法国中北部，法兰西岛大区西北部和伊夫林省东北部，距离省会凡尔赛大约27公里。与孔夫朗-圣奥诺里娜接壤的市镇包括：阿谢尔、昂德雷西、莫尔库尔、埃拉尼、塞纳河畔埃尔布莱以及瓦兹河畔讷维尔。

### 地形
孔夫朗-圣奥诺里娜位于巴黎盆地西北腹地，境内以浅丘和平原为主，市镇中心地势较为平坦，全境海拔在17到60米之间。

### 水文
瓦兹河自北向南流经境内西部，并在此汇入塞纳河。

### 植被
孔夫朗-圣奥诺里娜属于温带阔叶混交林区，市区内的主要绿地公园包括修道院公园（Parc du Prieuré）、雪松公园（Parc de Cèdre）等，林地则广泛分布于河流沿岸。
在鲜花城市的评比中，孔夫朗-圣奥诺里娜被评为2星级鲜花城市。

### 气候
孔夫朗-圣奥诺里娜在柯本气候分类法中属于温带海洋性气候。
距离孔夫朗-圣奥诺里娜最近的常年气象站位于埃尔布莱境内，以下为该气象站的数据（其中日照数据取自勒布尔歇气象站）：
| 埃尔布莱1981年－2019年 | 埃尔布莱1981年－2019年 | 埃尔布莱1981年－2019年 | 埃尔布莱1981年－2019年 | 埃尔布莱1981年－2019年 | 埃尔布莱1981年－2019年 | 埃尔布莱1981年－2019年 | 埃尔布莱1981年－2019年 | 埃尔布莱1981年－2019年 | 埃尔布莱1981年－2019年 | 埃尔布莱1981年－2019年 | 埃尔布莱1981年－2019年 | 埃尔布莱1981年－2019年 | 埃尔布莱1981年－2019年 |
| 月份                   | 1月                    | 2月                    | 3月                    | 4月                    | 5月                    | 6月                    | 7月                    | 8月                    | 9月                    | 10月                   | 11月                   | 12月                   | 全年                   |
| ---------------------- | ---------------------- | ---------------------- | ---------------------- | ---------------------- | ---------------------- | ---------------------- | ---------------------- | ---------------------- | ---------------------- | ---------------------- | ---------------------- | ---------------------- | ---------------------- |
| 历史最高温 °C（°F）    | 16 (61)                | 20.5 (68.9)            | 24.6 (76.3)            | 27 (81)                | 32.5 (90.5)            | 36.8 (98.2)            | 37.2 (99.0)            | 40.1 (104.2)           | 32.5 (90.5)            | 29.4 (84.9)            | 19 (66)                | 17.7 (63.9)            | 40.1 (104.2)           |
| 平均高温 °C（°F）      | 7.2 (45.0)             | 8.8 (47.8)             | 12.8 (55.0)            | 15.4 (59.7)            | 19.8 (67.6)            | 22.7 (72.9)            | 25.1 (77.2)            | 25.1 (77.2)            | 21.2 (70.2)            | 16.2 (61.2)            | 10.7 (51.3)            | 7 (45)                 | 16 (61)                |
| 日均气温 °C（°F）      | 4.6 (40.3)             | 5.5 (41.9)             | 8.6 (47.5)             | 10.6 (51.1)            | 14.6 (58.3)            | 17.4 (63.3)            | 19.7 (67.5)            | 19.6 (67.3)            | 16.1 (61.0)            | 12.4 (54.3)            | 7.7 (45.9)             | 4.6 (40.3)             | 11.8 (53.2)            |
| 平均低温 °C（°F）      | 2.1 (35.8)             | 2.2 (36.0)             | 4.3 (39.7)             | 5.8 (42.4)             | 9.5 (49.1)             | 12.2 (54.0)            | 14.2 (57.6)            | 14.1 (57.4)            | 11.1 (52.0)            | 8.5 (47.3)             | 4.7 (40.5)             | 2.1 (35.8)             | 7.6 (45.7)             |
| 历史最低温 °C（°F）    | −13.5 (7.7)            | −12.8 (9.0)            | −9.7 (14.5)            | −3 (27)                | 0.3 (32.5)             | 2.1 (35.8)             | 5.9 (42.6)             | 5.2 (41.4)             | 2.3 (36.1)             | −3.5 (25.7)            | −9.9 (14.2)            | −11.6 (11.1)           | −13.5 (7.7)            |
| 平均降水量 mm（）      | 45.3 (1.78)            | 44.2 (1.74)            | 45.2 (1.78)            | 50.7 (2.00)            | 53.2 (2.09)            | 51.8 (2.04)            | 54.6 (2.15)            | 51.7 (2.04)            | 42.8 (1.69)            | 61.3 (2.41)            | 51.4 (2.02)            | 60.3 (2.37)            | 612.5 (24.11)          |
| 月均日照時數           | 62                     | 75.1                   | 125                    | 165.8                  | 193.3                  | 206.9                  | 215.7                  | 206.2                  | 160.2                  | 111.2                  | 65.1                   | 50.8                   | 1,637.3                |
| 来源：infoclimat.fr    |                        |                        |                        |                        |                        |                        |                        |                        |                        |                        |                        |                        |                        |

## 行政区划

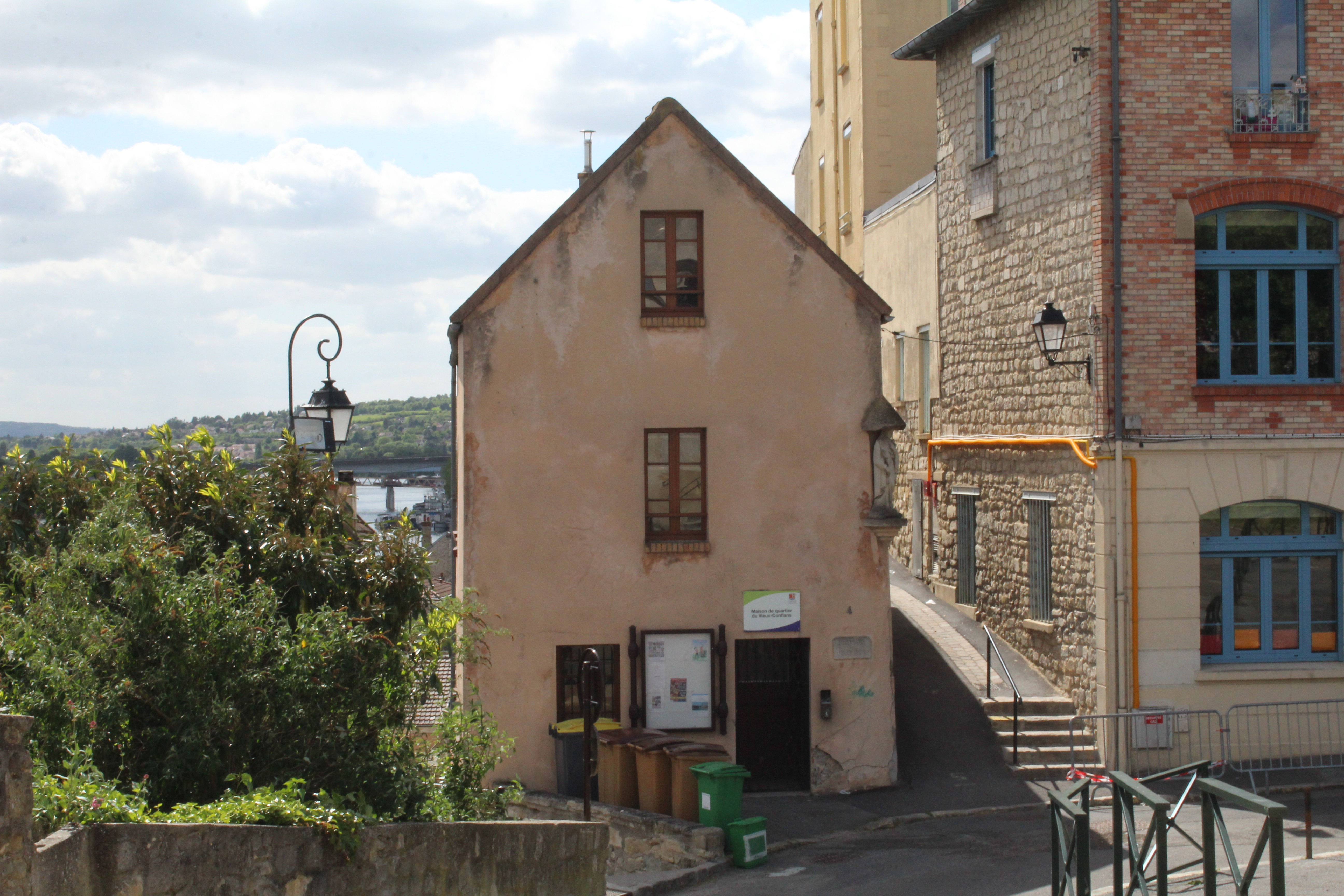
街区文化活动中心

孔夫朗-圣奥诺里娜是法国法兰西岛大区伊夫林省的一个市镇，编号为78172。孔夫朗-圣奥诺里娜隶属于圣日耳曼昂莱区以及伊夫林省第七选区，管理孔夫朗-圣奥诺里娜县，同时也是大巴黎塞纳-瓦兹城市公共社区的组成部分。
孔夫朗-圣奥诺里娜市镇被划为6个街区（Chennevières、Fin d’Oise、Les Roches、Plateau du moulin、Romagné – Renouveau、Vieux Conflans），实行街区自治制度。
法国国家统计与经济研究所（简称）在进行数据统计时，将孔夫朗-圣奥诺里娜及相邻的另外428个市镇设为巴黎城市核心区（2020年扩充至431个），并将包括核心区在内的周边共1,794个市镇划为巴黎城市区。自2020年起，巴黎城市区被包含1,949个市镇的巴黎城市辐射区代替。此外，还将孔夫朗-圣奥诺里娜市镇分为了15个“块区”（IRIS），以便于统计人口分布情况。

## 交通

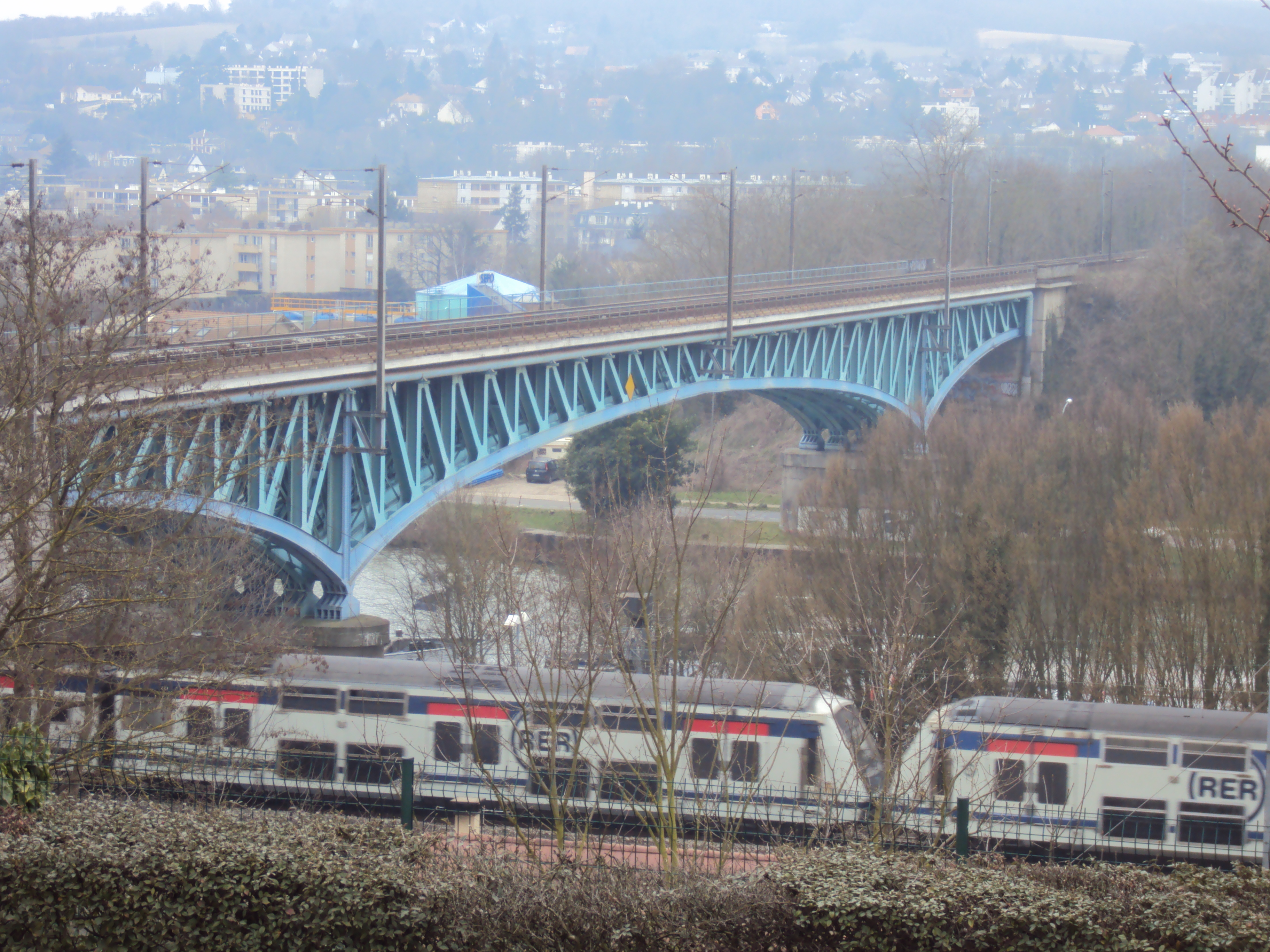
后方横跨瓦兹河的巴黎－芒特铁路桥和近处行驶于阿谢尔－蓬图瓦兹铁路上的法兰西岛大区快铁A线列车

### 道路设施
法国国道N184线和多条伊夫林省省道在孔夫朗-圣奥诺里娜境内交汇，当地的大部分街道已完成城市化改造，配有照明、排水等设施。
2017年，78.2%的孔夫朗-圣奥诺里娜家庭拥有至少一辆私人汽车。2019年，孔夫朗-圣奥诺里娜境内共发生各类交通事故10起，造成12人受伤。

### 对外交通
距离孔夫朗-圣奥诺里娜最近的长途汽车站、长途客运铁路车站和民用航空机场分别为拉德芳斯汽车站、巴黎圣拉扎尔站和巴黎戴高乐机场，其公路里程分别约27公里、30公里和45公里。
在2009年12月至2010年12月间，孔夫朗-瓦兹河尾站曾每天停靠两班高速列车，分别往返于瑟堡和第戎以及勒阿弗尔和斯特拉斯堡。

### 城市公共交通
孔夫朗-圣奥诺里娜位于巴黎－芒特铁路和阿谢尔－蓬图瓦兹铁路的交汇处。孔夫朗-圣奥诺里娜站位于市区南部，是法兰西岛大区铁路J线的一个车站；孔夫朗-瓦兹河尾站则是法兰西岛大区快铁A线和法兰西岛大区列车J线的交汇车站。
| 途经孔夫朗-圣奥诺里娜境内的主要公共交通线路 |         | |
| 类型                                        | 运营商  | 线路 |
| 快铁                                        | RATP    | ：马恩拉瓦莱-谢西/布瓦西圣莱热 ↔ 万塞讷 ↔ 巴黎-里昂火车站 ↔ 沙特雷-大堂 ↔ 拉德芳斯 ↔ 楠泰尔省府 ↔ 孔夫朗-瓦兹河尾 ↔ 塞尔吉省府 ↔ 塞尔吉高地 |
| 区域列车                                    |         | ：巴黎圣拉扎尔站 ↔ 阿让特伊 ↔ 孔夫朗-圣奥诺里娜站 ↔ 孔夫朗-瓦兹河尾 ↔ 默朗-阿尔德里库尔站 ↔ 利迈 ↔ 芒特拉若利 ：巴黎圣拉扎尔站 ↔ 楠泰尔大学 ↔ 孔夫朗-瓦兹河尾 ↔ 塞尔吉省府 ↔ 塞尔吉高地 |
| 公共汽车                                    | PL      | 11：莫勒库尔-瑞利亚 ↔ 快铁孔夫朗-瓦兹河尾站 ↔ 快铁普瓦西站 14：快铁塞尔吉高地站 ↔ 快铁塞尔吉圣克里斯托夫站 ↔ 快铁塞尔吉省府站 ↔ 快铁孔夫朗-瓦兹河尾站 ↔ 快铁昂德雷西站 ↔ 普瓦西站 ↔ 普瓦西-标致工厂 16：快铁孔夫朗-瓦兹河尾站（区域环线，经过昂德雷西） 17A 17B：快铁孔夫朗-瓦兹河尾站（区域环线） |
| 公共汽车                                    | Express | 16：快铁塞尔吉省府站 ↔ 快铁讷维尔大学站 ↔ 快铁孔夫朗-圣奥诺里娜站 ↔ 快铁普瓦西站 ↔ 快铁伊夫林地区圣康坦-蒙蒂尼勒布勒托讷站 |
| 公共汽车                                    | CSO     | 4：快铁圣日耳曼昂莱站 ↔ 快铁阿谢尔城站 ↔ 快铁孔夫朗-圣奥诺里娜站 5：快铁圣日耳曼昂莱站 ↔ 快铁阿谢尔城站 ↔ 快铁孔夫朗-圣奥诺里娜站-罗马涅广场 14：快铁讷维尔大学站 ↔ 诺尔通 ↔ 快铁孔夫朗-圣奥诺里娜站 ↔ 莱科托 ↔ 富耶尔广场 ↔ 快铁孔夫朗-瓦兹河尾站                                                 |
| 公共汽车                                    | STiVO   | 55：快铁孔夫朗-瓦兹河尾站 ↔ 快铁孔夫朗-圣奥诺里娜站 ↔ 皮埃尔莱公路 ↔ 供热站 ↔ 圣旺洛莫讷-利斯火车站 |
| 公共汽车                                    | (N)     | N152：巴黎-圣拉扎尔火车站 ↔ 快铁孔夫朗-瓦兹河尾站 ↔ 快铁孔夫朗-圣奥诺里娜站 ↔ 塞尔吉省府 ↔ 塞尔吉高地 |
| 1.                                          |         | |

## 政治

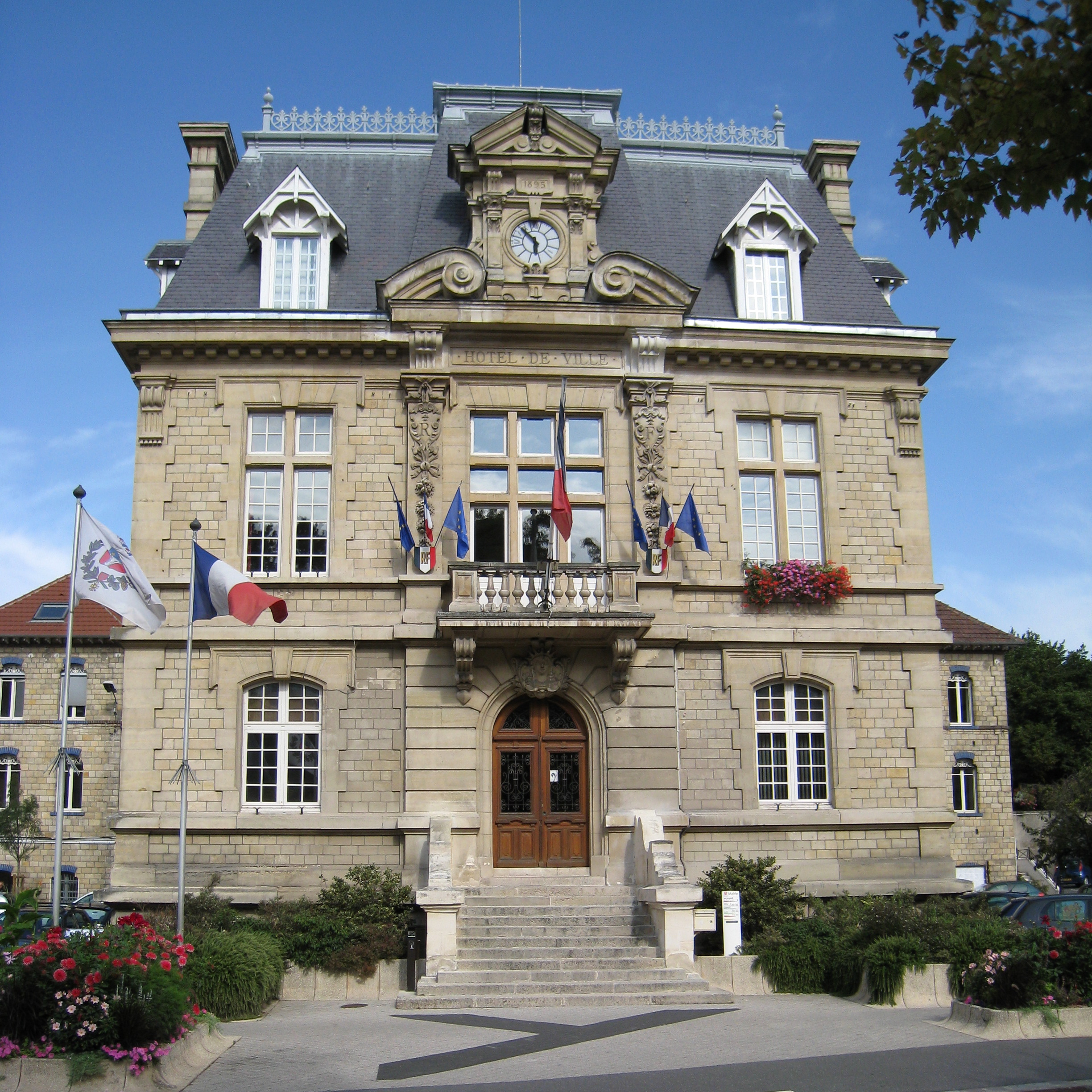
孔夫朗-圣奥诺里娜市政厅

孔夫朗-圣奥诺里娜的现任市长为洛朗·布罗斯先生（Laurent Brosse），他是共和党的一名成员，在2020年的市政选举中获得了51.92%的支持率。
在2017年的法国总统大选中，法国第25任总统埃马纽埃尔·马克龙在孔夫朗-圣奥诺里娜获得了74.2%的支持率。
| 孔夫朗-圣奥诺里娜历届市长 |                                 |                         |
| 任期                      | 市长                            | 党派                    |
| 1944年－1945年            | Eugène Sebot 欧仁·塞博          | 不详                    |
| 1945年 （5月至9月）       | Auguste Romagné 奥古斯特·罗马涅 | PCF法国共产党           |
| 1945年－1947年            | Jules Gautrin 朱尔·戈特兰       | PCF法国共产党           |
| 1947年－1959年            | Léon Dupont 莱昂·迪蓬           | 不详                    |
| 1959年－1968年            | Eugène Berrurier 欧仁·贝吕里耶  | DVD右翼无党派人士       |
| 1968年－1971年            | Maurice Chaval 莫里斯·沙瓦尔    | 不详                    |
| 1971年－1973年            | Eugène Berrurier 欧仁·贝吕里耶  | DVD右翼无党派人士       |
| 1973年－1977年            | Gilbert Legrand 吉尔贝·勒格朗   | DVD右翼无党派人士       |
| 1977年－1994年            | Michel Rocard 米歇尔·罗卡尔     | PS社会党                |
| 1994年－2001年            | Jean-Paul Huchon 让-保罗·于雄   | PS社会党                |
| 2001年－2014年            | Philippe Esnol 菲利普·埃诺尔    | PS社会党 →PRG左派激進黨 |
| 2014年－                  | Laurent Brosse 洛朗·布罗斯      | LR共和黨                |

## 人口
2018年，孔夫朗-圣奥诺里娜市镇人口数量为35,656，在法国排名第215位。其中男性17,396人，女性18,450人，75岁及以上人口占6.7%，外籍人口数量为7,437人，人口密度为3,602人/平方公里，当地居民被称为（男性）或（女性）。2019年，孔夫朗-圣奥诺里娜境内出生477人，死亡人口263人。
| 年份   | 1936   | 1946   | 1954   | 1962   | 1968   | 1975   | 1982   | 1990   | 1999   | 2006   | 2011   | 2016   | 2018   |
| ------ | ------ | ------ | ------ | ------ | ------ | ------ | ------ | ------ | ------ | ------ | ------ | ------ | ------ |
| 人口數 | 10,283 | 10,775 | 13,809 | 21,874 | 26,304 | 31,066 | 28,977 | 31,467 | 33,327 | 33,671 | 35,582 | 35,404 | 35,656 |

## 经济
截止2021年9月，孔夫朗-圣奥诺里娜共有各类用人单位（包含自雇）4,379家，平均历史为12年，其中99.01%为中小型企业（PME）。（磨料生产）、（易爆品销售）及（建筑）是当地2019年营业额最高的三个企业，分别为143,900,977欧元、40,064,183欧元和34,018,647欧元。

## 财政收入
2019年，孔夫朗-圣奥诺里娜的财政收入总额为67,019,000欧元，财政支出总额为58,366,500欧元，当年的债务总额为50,490,800欧元。2021年，孔夫朗-圣奥诺里娜共获得2,186,020欧元的国家财政补助，比上一年减少了8.98%。
2017年，孔夫朗-圣奥诺里娜的人均月收入总额为2,785欧元，其中高级职员为4,087欧元，低于法国平均水平（4,214欧元）；中级职员为2,594欧元，高于法国平均水平（2,353欧元）；普通职员为1,849欧元，亦高于法国平均水平（1,690欧元）。
2017年，孔夫朗-圣奥诺里娜境内的青壮年（15至64岁）失业率为9.0%，当地60.1%的家庭拥有纳税资格，平均纳税4,318欧元，高于法国平均水平（3,888欧元）。

## 社会事务

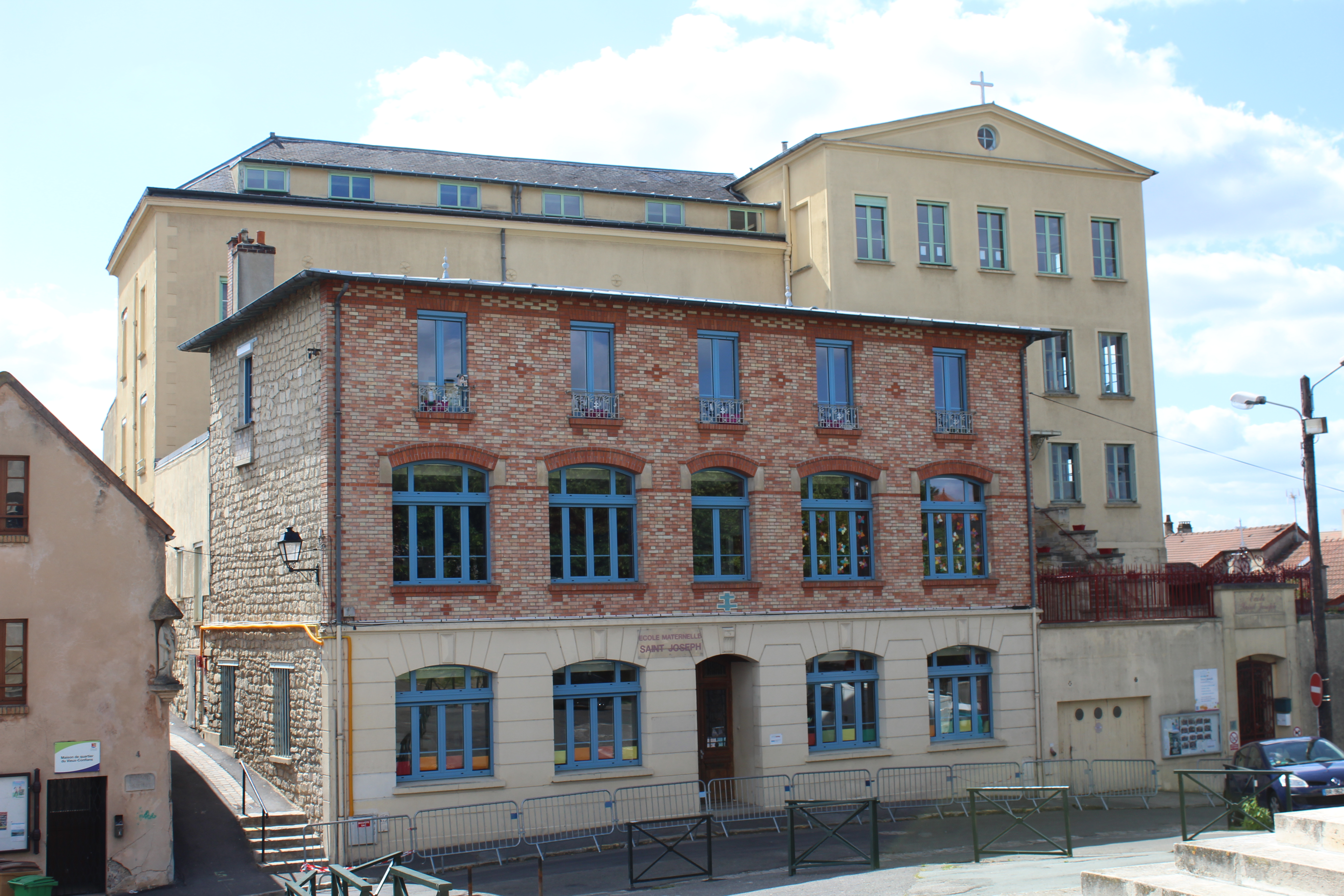
孔夫朗-圣奥诺里娜境内的一所学校

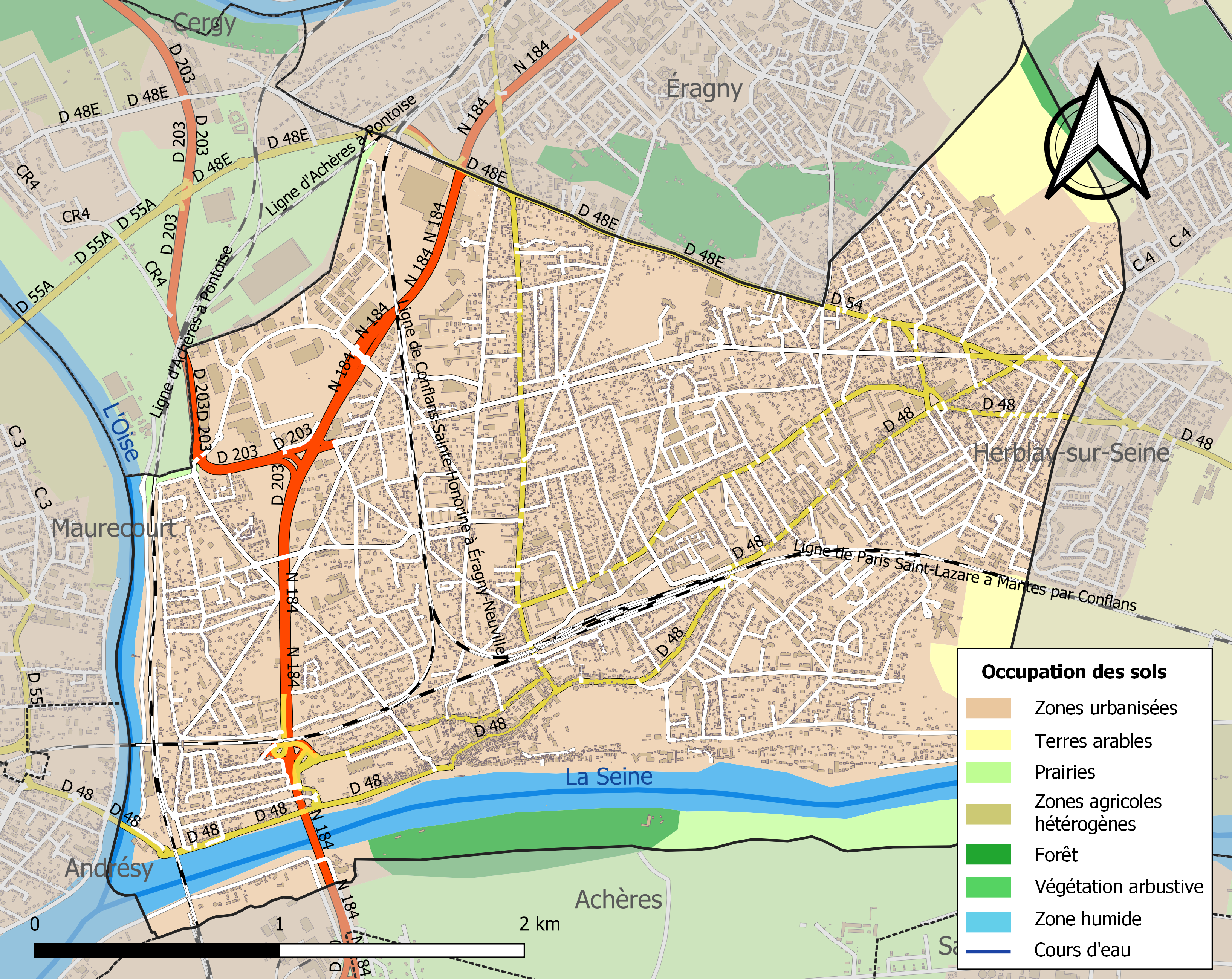
孔夫朗-圣奥诺里娜土地利用情况地图

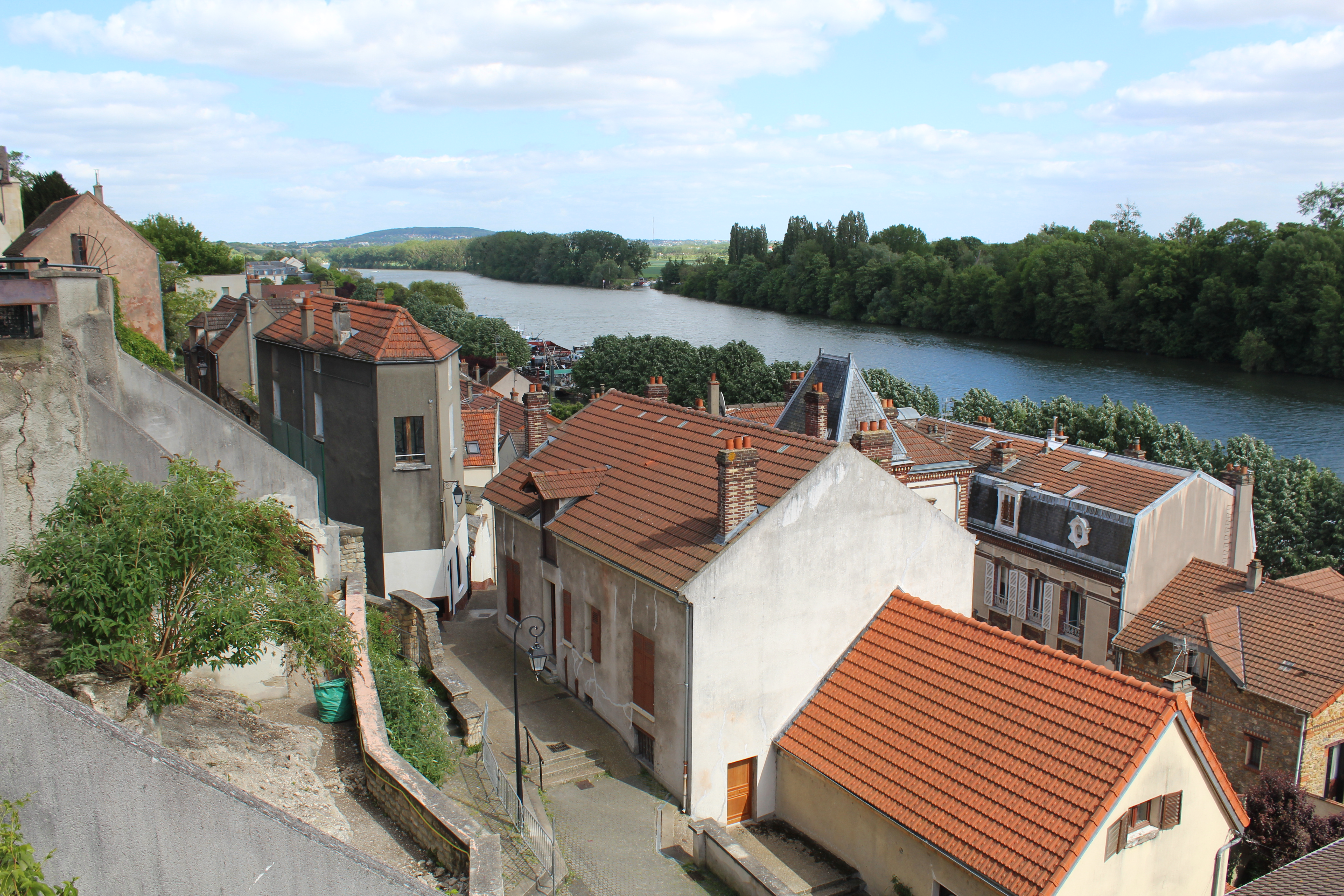
孔夫朗-圣奥诺里娜沿河区域的传统建筑

### 教育
孔夫朗-圣奥诺里娜属于凡尔赛学区。截止2019年1月1日，孔夫朗-圣奥诺里娜境内共有9所幼儿园、10所小学、3所初级中学和2所普通高中。2018至2019学年度，孔夫朗-圣奥诺里娜境内共有在校中等教育阶段学生3,333名。

### 医疗
截止2019年1月1日，孔夫朗-圣奥诺里娜境内共有全科医生25名、保健师30名、牙医23名、护士22名、耳科医生1名、眼科医生3名、皮肤科医生1名、助产士3名、儿科医生2名和妇科医生2名。境内共有药房11家、养老院5家、残疾人帮扶中心4家。
距离孔夫朗-圣奥诺里娜最近的区域性医疗机构为“蓬图瓦兹中心医院”（Centre Hospitalier de Pontoise），其主病区“勒内·迪博斯中心医院”（Centre Hospitalier de René-Dubos）位于蓬图瓦兹市区，距离孔夫朗-圣奥诺里娜市区的正常车程在15分钟以内，该院设有床位947个，是当地规模最大的公立综合性医院。

### 住房
2017年，孔夫朗-圣奥诺里娜境内共有各类住房15,381套，其中54.5%为独立式居民区，43.9%为集中式居民区。常住房屋占孔夫朗-圣奥诺里娜市镇范围内居民建筑总量的92.3%。
在住房保障政策方面，2017年，孔夫朗-圣奥诺里娜境内共有2,182户家庭获得了住房经济补助，受益人数占总人口数量的6.1%，其中2,086份为房租补助。

### 商业
2019年，孔夫朗-圣奥诺里娜境内共有各类实体商铺732家，其中餐厅114家、大型超市7家、杂货店10家、面包房22家、肉铺10家、书店4家、装饰品店3家、银行门店15家、美容美发店37家、汽车维修店37家。孔夫朗-圣奥诺里娜市镇范围内建有家乐福、欧尚、ALDI、Franprix等超市。

### 体育
2019年，孔夫朗-圣奥诺里娜境内共有1家游泳池、5间体育馆、2座综合体育场、13处网球场、3处足球或橄榄球场以及4处篮球或排球场。
截至2021年9月，孔夫朗-圣奥诺里娜境内共有3家注册足球俱乐部，其中孔夫朗足球俱乐部（Conflans F.C.）是当地的代表性足球队，其青年队（U12）和老年队（Senior）在2021至2022赛季参加法兰西岛大区足球联赛。

### 环境
孔夫朗-圣奥诺里娜的环境事务由其所属的公共社区负责。2019年，孔夫朗-圣奥诺里娜境内共有5家污染企业。

### 治安
2019年，孔夫朗-圣奥诺里娜市镇范围内有1处派出所。
2014年，孔夫朗-圣奥诺里娜及附近地区共发生各类案件6,188起，其中盗窃类案件3,810起，经济类案件533起，毒品交易类案件573起。

## 文化
2019年，孔夫朗-圣奥诺里娜境内共有1家剧场、1家电影院、1家博物馆和1家音乐厅。孔夫朗-圣奥诺里娜市政府提供多媒体中心，向公众全年开放。

### 建筑
孔夫朗-圣奥诺里娜境内有多处历史建筑，其中圣马克卢教堂、蒙茹瓦塔（Tour Montjoie）等为当地的代表性建筑物。

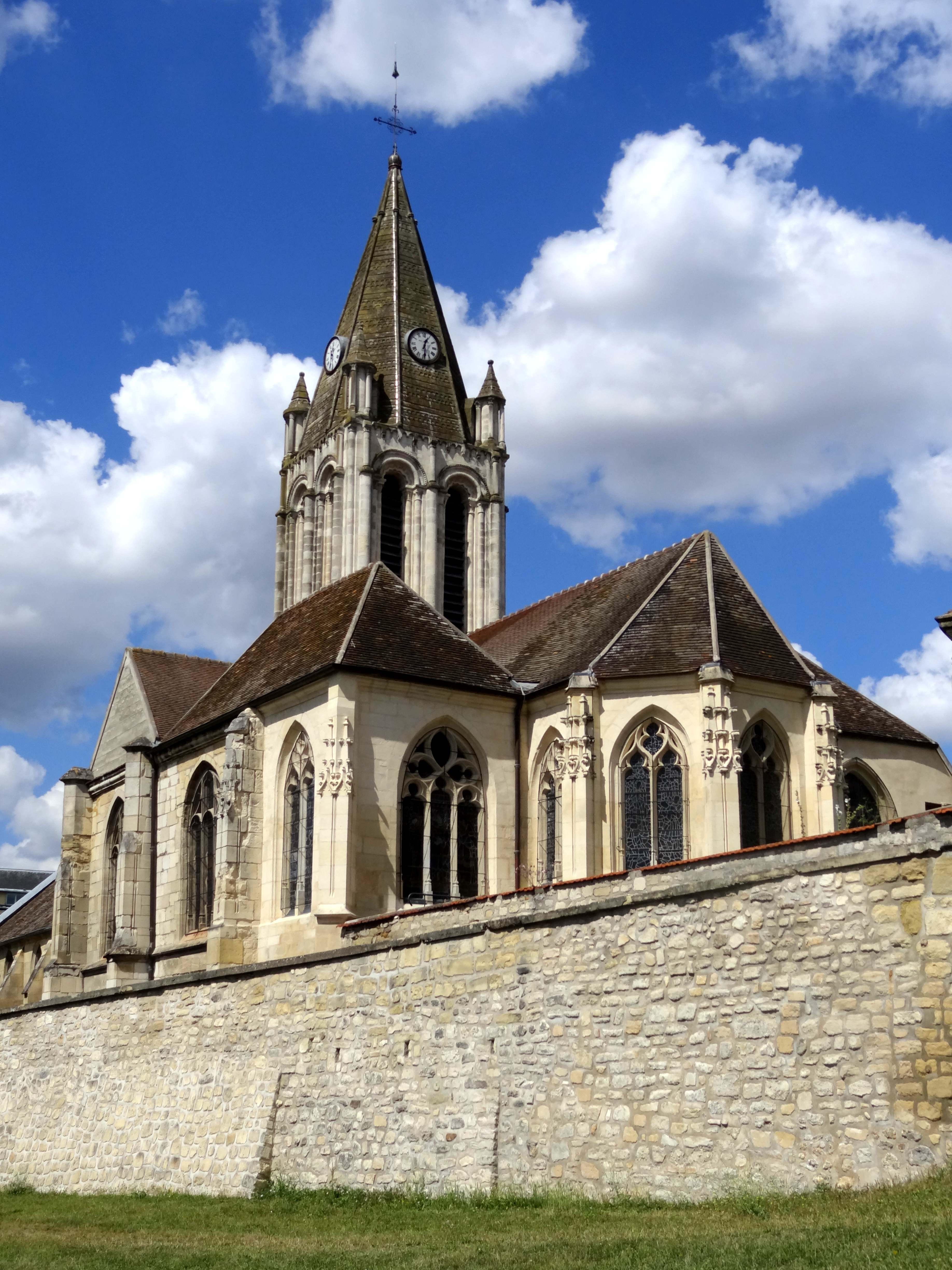
圣马克卢教堂（法语：Église Saint-Maclou de Conflans-Sainte-Honorine）
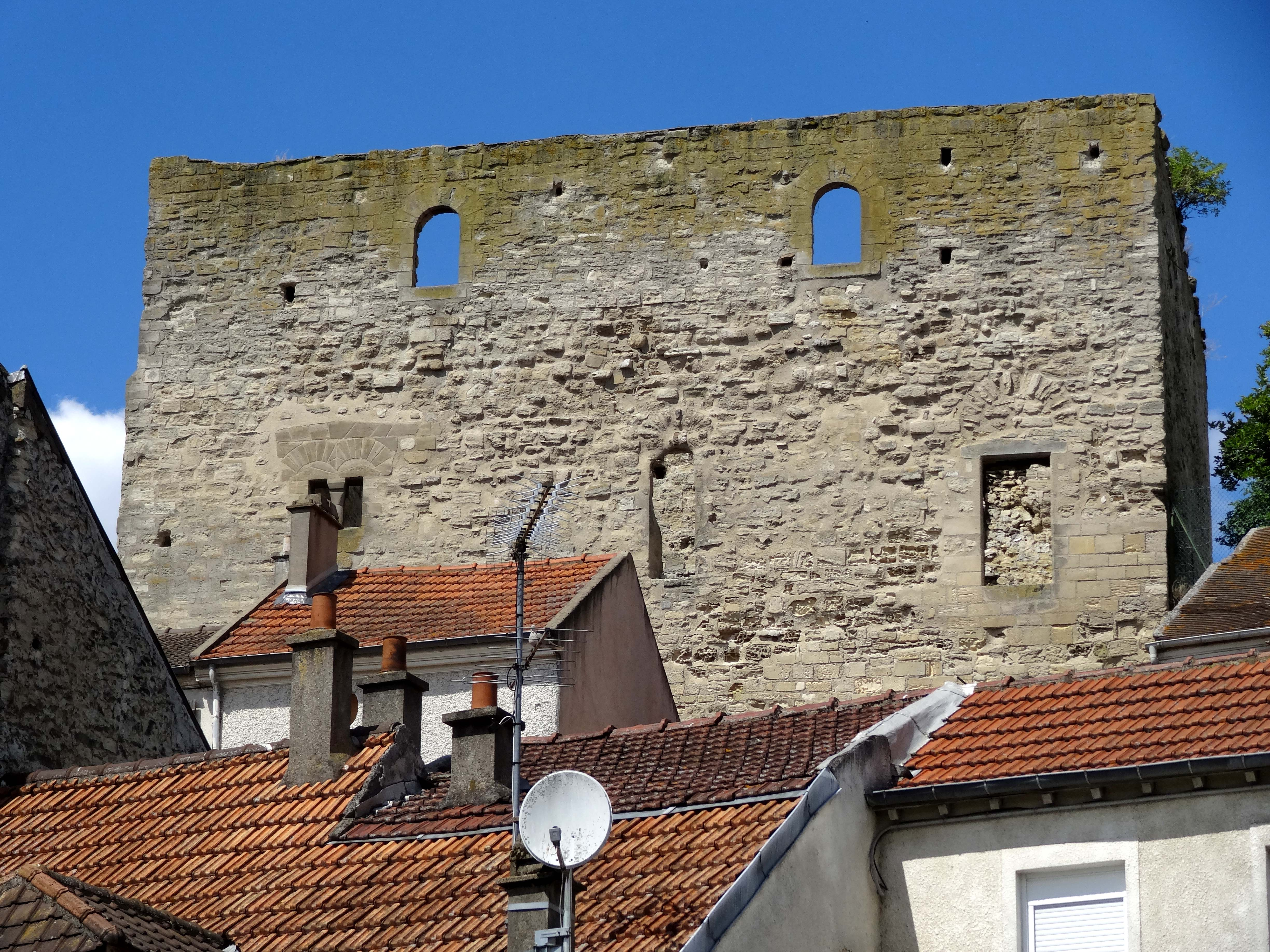
蒙茹瓦塔
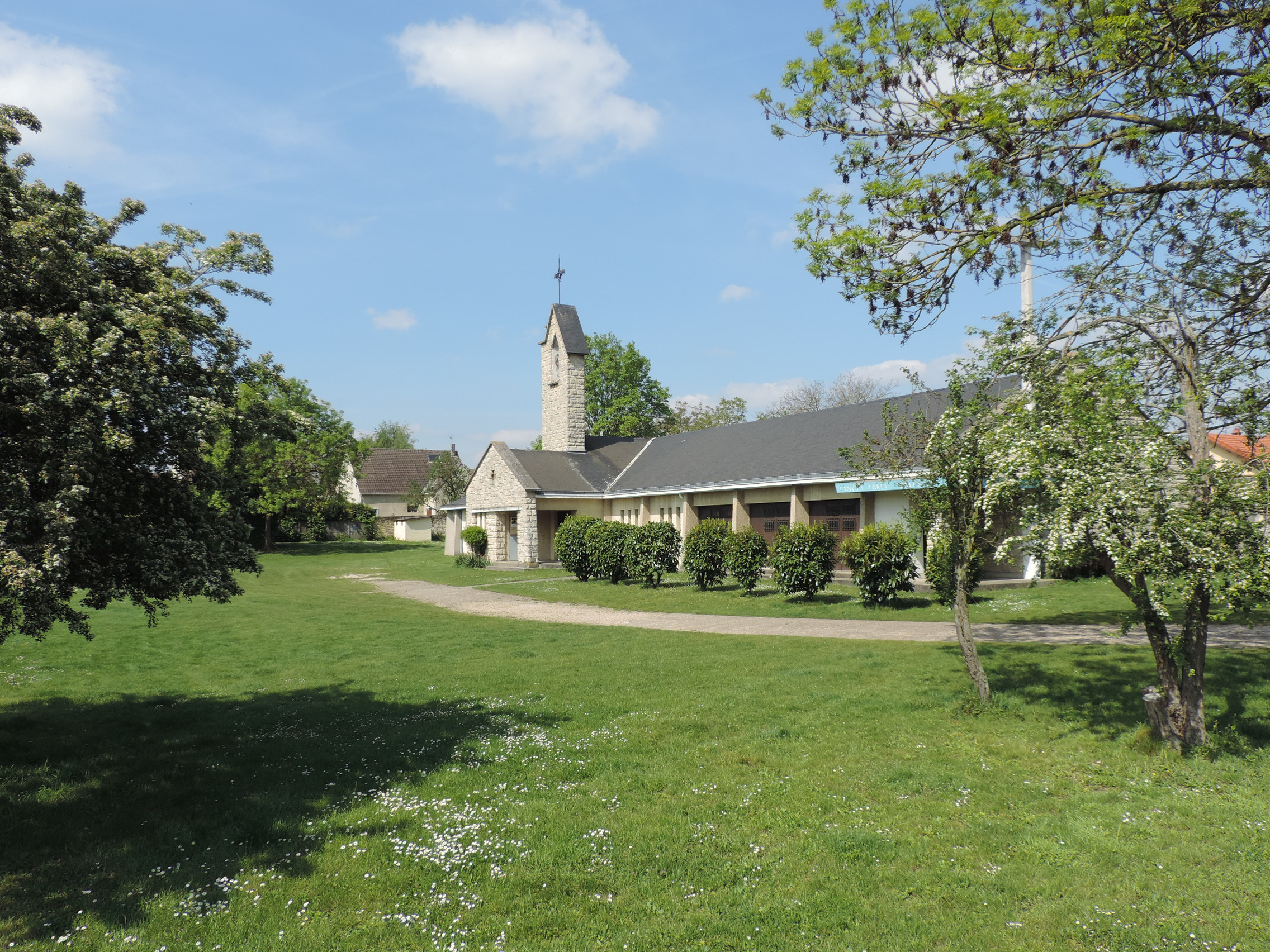
卢尔德圣母教堂
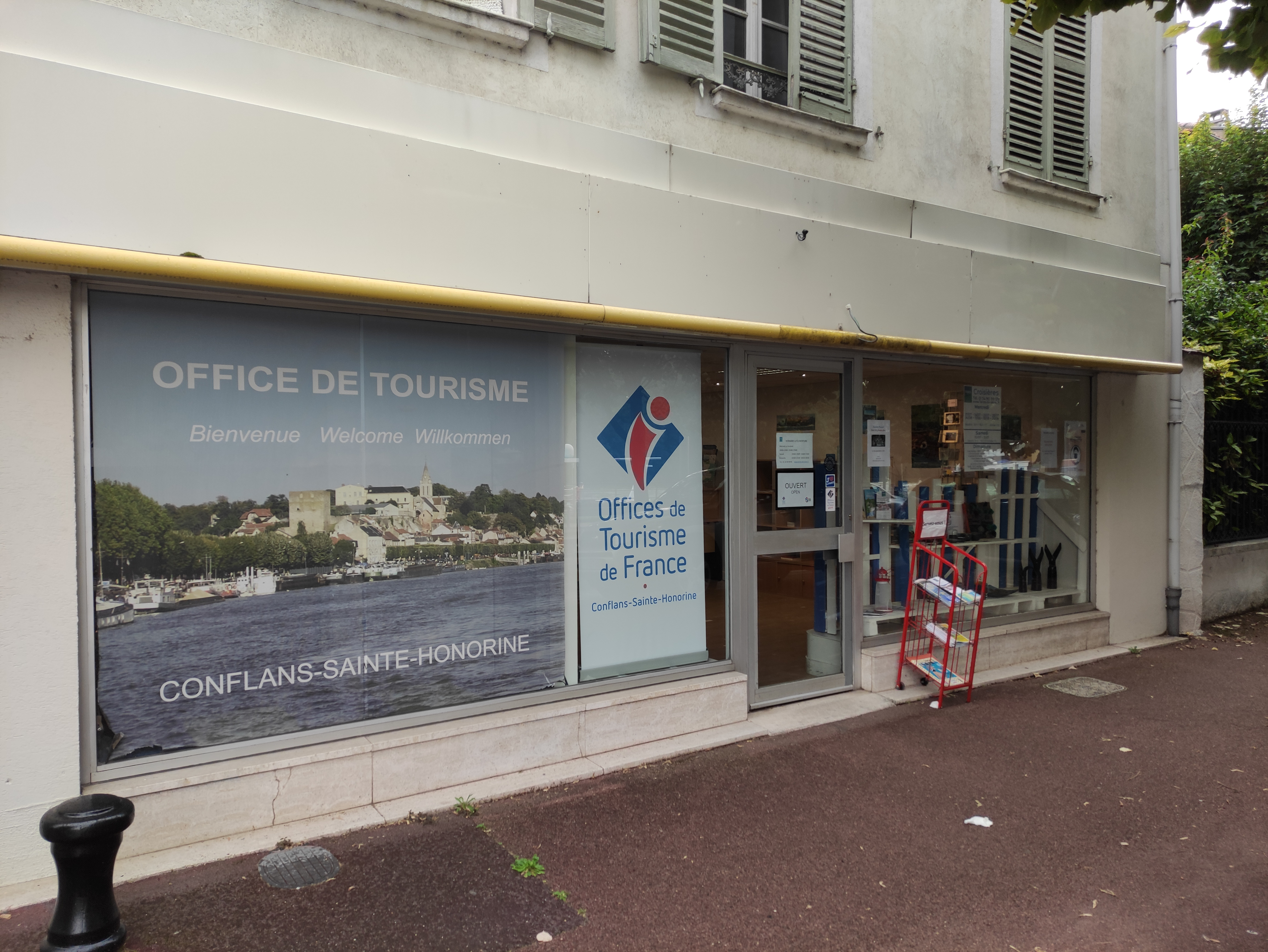
旅游接待中心
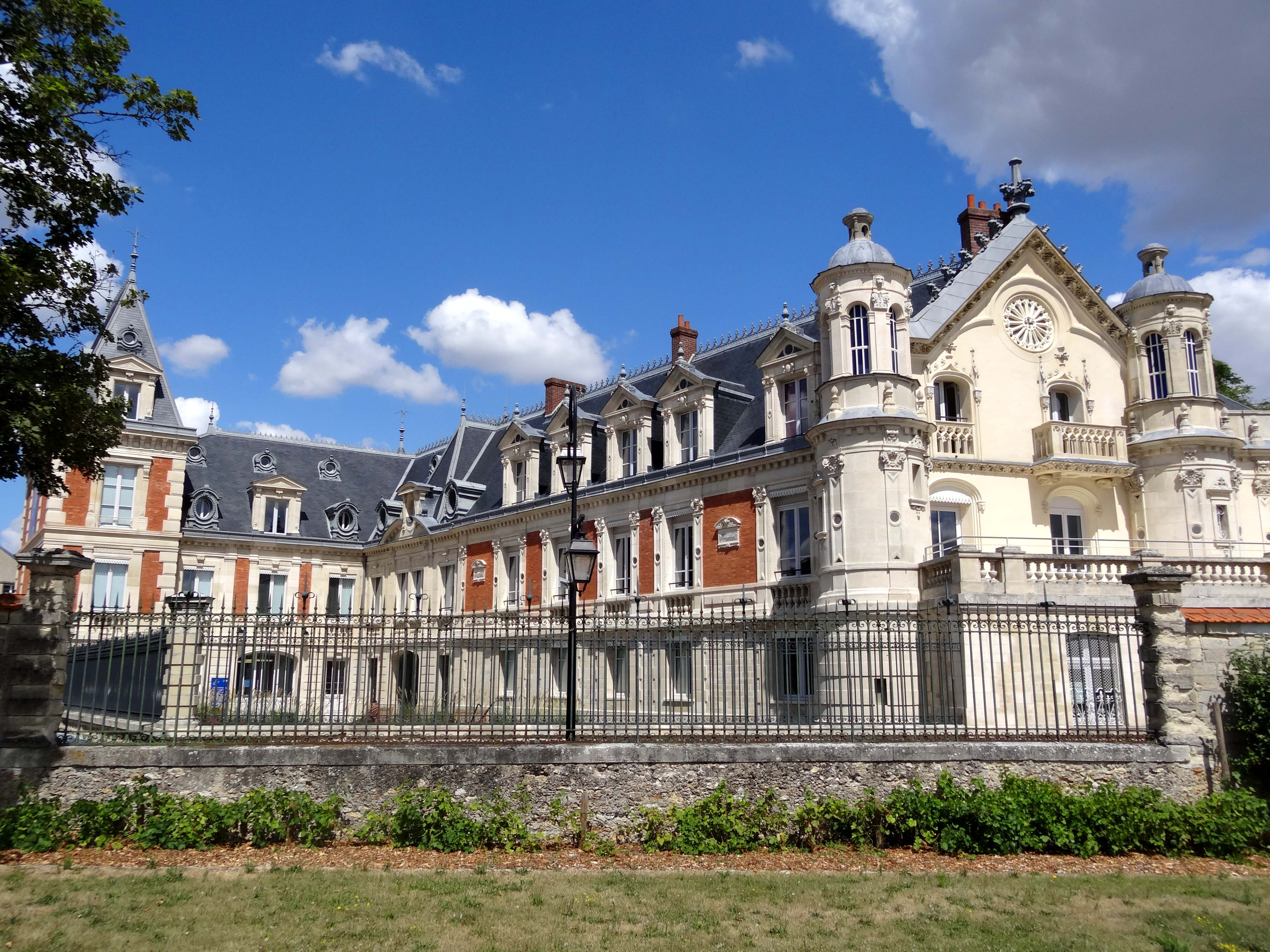
船舶博物馆（法语：Musée de la batellerie (Conflans-Sainte-Honorine)）
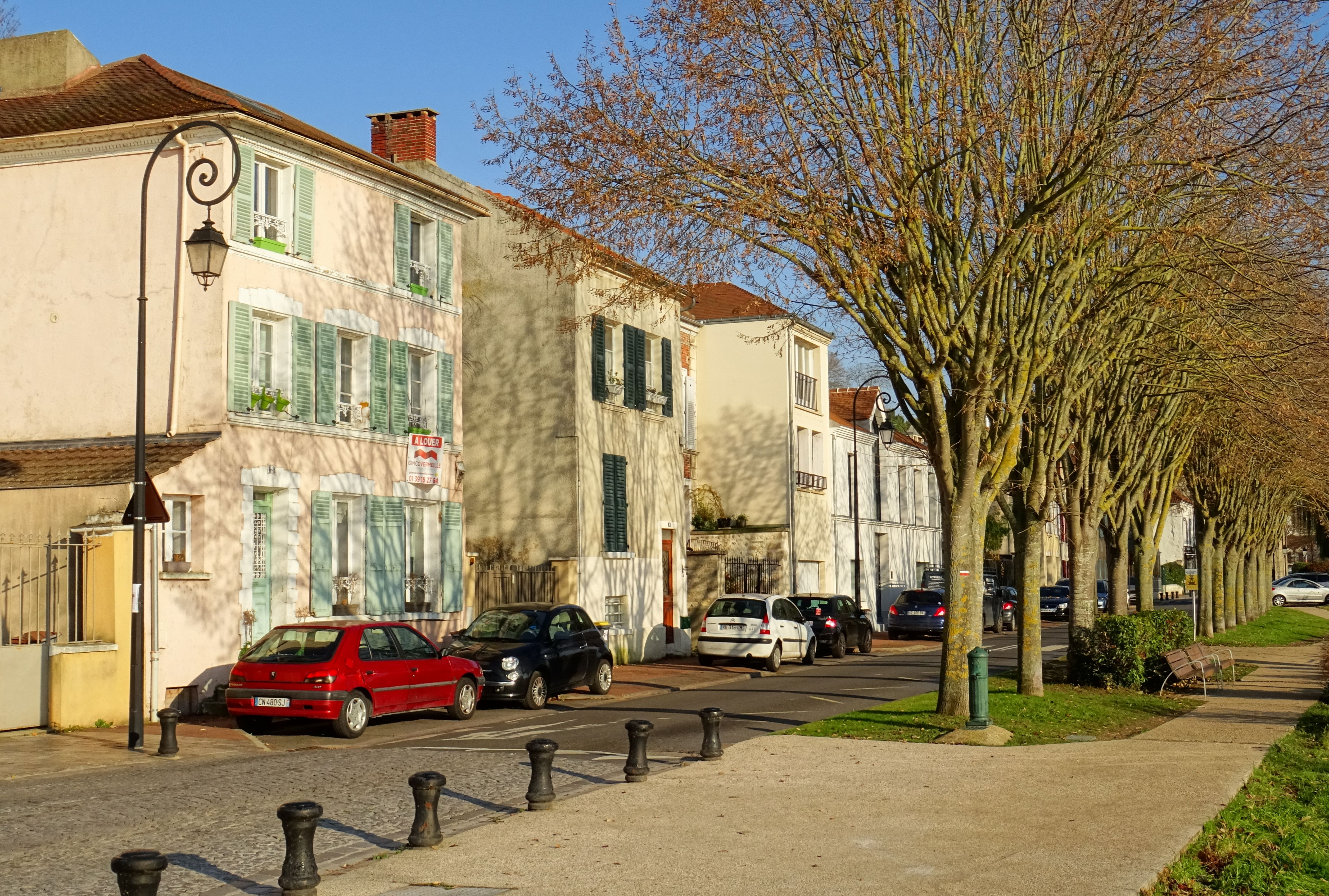
民居
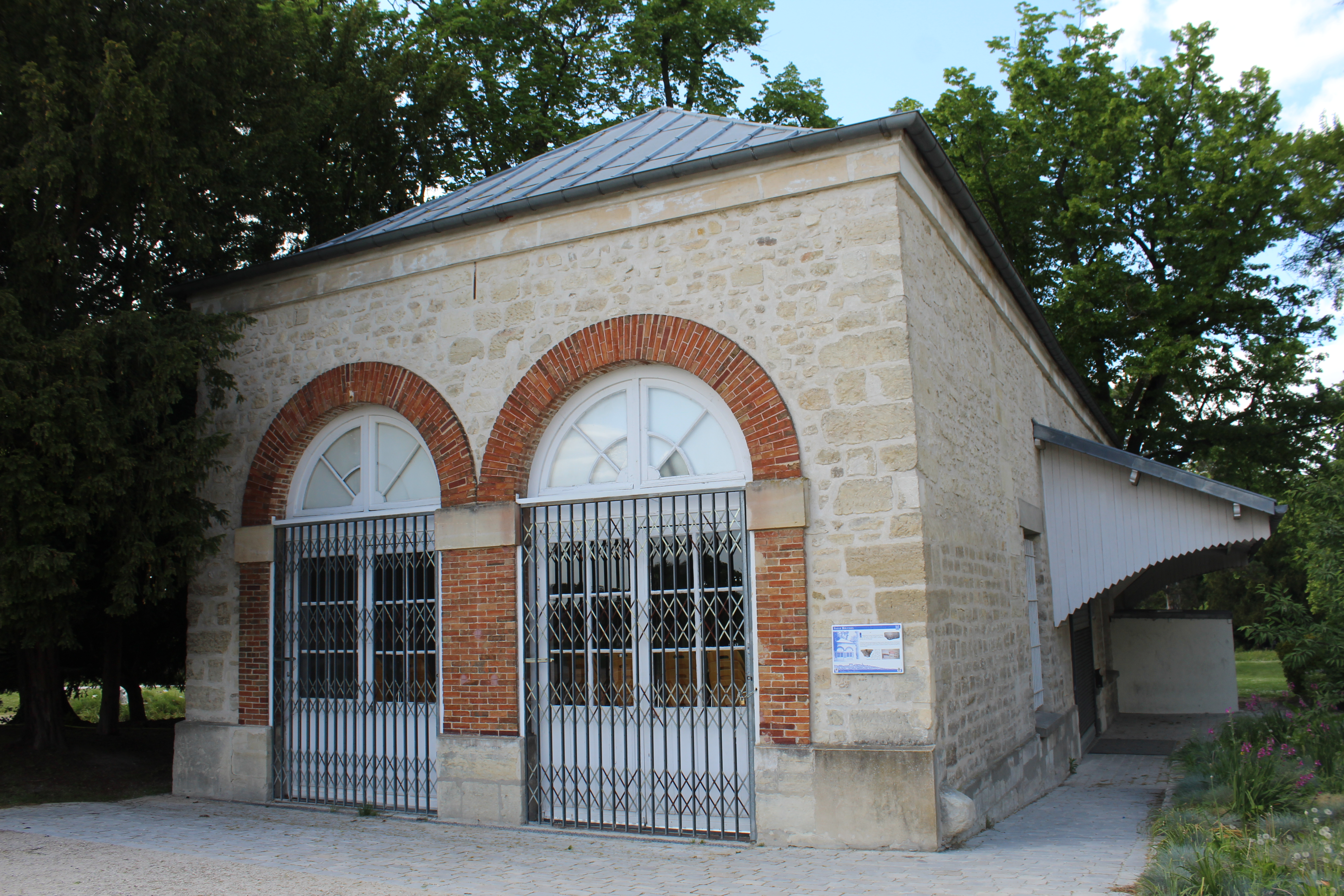
布塞勒大堂

### 旅游
孔夫朗-圣奥诺里娜的旅游事务由其所属的公共社区负责。2020年，孔夫朗-圣奥诺里娜境内共有2家酒店共计81间房间。

### 媒体
法国主要的媒体均可在孔夫朗-圣奥诺里娜接收，法国电视三台下属的法兰西岛大区频道在部分时段播出孔夫朗-圣奥诺里娜所属区域的地方新闻。

## 相关人物
法国漫画家、电视主持人雅辛·贝拉塔尔、自行车运动员尼古拉·罗什和足球运动员福代·巴洛-图雷出生于孔夫朗-圣奥诺里娜。

## 友好城市
截至2021年9月，孔夫朗-圣奥诺里娜共与四座城市互为友好城市关系：
- 德国 哈瑙
- 比利时 希迈
- 英格兰 拉姆斯盖特
- 尼日尔 泰萨瓦